# Joachim Lenk
Joachim Lenk (* 1962 in Neu-Ulm) ist deutscher freier Journalist, Fotojournalist und Autor.

## Leben
Lenk kam nach Abschluss des Wirtschaftsgymnasiums Anfang 1984 als Zeitsoldat zur Panzerbrigade 28 in Dornstadt. Dort arbeitete er nach der Grundausbildung knapp vier Jahre lang in der S1-Abteilung, die für die Personalbearbeitung zuständig war. Zudem wurde er als Fotograf eingesetzt und unterstützte den Brigadekommandeur bei der Presse- und Öffentlichkeitsarbeit. Unter Lenks Regie entstanden zahlreiche Feldzeitungen. Außerdem verfasste er zwei Standortbroschüren über die Rommel-Kaserne in Dornstadt. Er bekleidet derzeit den Dienstgrad eines Oberstleutnants der Reserve (Stand 2022).
Nach seinem Ausscheiden aus der Bundeswehr volontierte Lenk zwei Jahre lang bei der Waiblinger Kreiszeitung, bevor er 1990 für 15 Jahre als Redakteur zum Alb Boten in Münsingen kam. Dort war er unter anderem für alle Themen rund um die Bundeswehr zuständig. Ende 2004 veröffentlichte er das Sachbuch Von der Schneeschuhkompanie zum Panzerbataillon, das über die wechselvolle neunzigjährige Geschichte des Neuen Lagers in Münsingen berichtet, aus dem 1965 die Herzog-Albrecht-Kaserne wurde. Seit seiner Zeit bei der Bundeswehr berichtete Lenk auch über die Eberhard-Finckh-Kaserne in Engstingen, die 1993 geschlossen wurde und auf deren Gelände der heutige Gewerbepark Haid entstand. Im Jahr 2006 erschien hierzu das Buch Soldaten, Sprengköpfe und scharfe Munition.
Im Jahr 2008 erschien Letzter Appell in Schwäbisch Sibirien. Mit mehr als 500 Fotos und Abbildungen dokumentiert der Autor darin das militärische Leben des Standortes Münsingen mit Breithülen und Feldstetten zwischen 1895 und 2007. Im Herbst 2010 veröffentlichte er mit Leos, Logistiker und Luftfahrzeuge ein weiteres Werk, das über den Militärstandort in Dornstadt berichtet. Dort gibt es seit 1883 einen Exerzierplatz, den heutigen Standortübungsplatz, der unmittelbar an die seit knapp fünfzig Jahren existierende Rommel-Kaserne grenzt. Außerdem war mit Unterbrechungen zwischen 1917 und 1945 in der Gemeinde ein Militärflugplatz in Betrieb. Da der Truppenübungsplatz Münsingen über die Bahnstrecke Reutlingen–Schelklingen am Verladebahnhof Oberheutal an das Eisenbahnnetz angeschlossen war, veröffentlichte Lenk im Jahr 2015 mit dem Buch Mit der Lokomotive zum Schießplatz ein Werk über Militärtransporte auf der Schwäbischen Alb seit 1845.
Im Jahr 2017 folgte mit Klein-Amerika links und rechts der Donau eine Veröffentlichung über die Geschichte der ehemaligen US-Garnison in Ulm und Neu-Ulm von 1951 bis 1991. Am 24. Oktober 2020 erschien Lenks Buch Baracken, Bataillone und Bâtiments, das sich mit dem Alten Lager in Münsingen befasst. Des Weiteren gestaltete er in Zusammenarbeit mit dem Wiedemann-Verlag in Münsingen die militärhistorische Freizeit- und Wanderkarte Ehemaliger Truppenübungsplatz Münsingen sowie die Gebäude- und Straßenkarte Altes Lager/Albgut.
Im April 2023 erschien sein achtes Buch mit dem Titel Pferde, Panzer, Pulver und Piloten über das Remontedepot Breithülen, die Feldflugplätze Magolsheim und Justingen, die Außenfeuerstellungen des Truppenübungsplatzes Münsingen. das deutsche und französische Munitionsdepot sowie über die Soldaten in Heroldstatt.

## Publikationen
- Von der Schneeschuhkompanie zum Panzerbataillon: Münsinger Soldatenleben 1915 bis 2004. Neues Lager, Herzog-Albrecht-Kaserne. 1.  Auflage. Wiedemann Verlag, Münsingen 2004, ISBN 3-9805531-8-3.
- Soldaten, Sprengköpfe und scharfe Munition: Militär am Einödstandort Engstingen 1939 bis 1993. Munitionsanstalt Haid, Eberhard-Finckh-Kaserne, Sondermunitionslager Golf, Standortverwaltung, Friedensbewegung, Standortübungsplatz. 1.  Auflage. Wiedemann Verlag, Münsingen 2006, ISBN 3-9810687-2-6.
- Letzter Appell in Schwäbisch Sibirien: Militär in Münsingen, Breithülen und Feldstetten 1895 bis 2007. 1.  Auflage. Wiedemann Verlag, Münsingen 2008, ISBN 978-3-9805531-9-3 (158 Seiten).
- Leos, Logistiker und Luftfahrzeuge: Militär in Dornstadt von 1883 bis heute. Exerzierplatz Lerchenfeld / Standortübungsplatz, Rommel-Kaserne, Fliegerstation / Flugplatz Ulm-Dornstadt. 1.  Auflage. Wiedemann Verlag, Münsingen 2010, ISBN 978-3-941453-08-1 (278 Seiten).
- Mit der Lokomotive zum Schießplatz: Militärtransporte mit der Eisenbahn auf der Schwäbischen Alb von 1845 bis heute. Garnisonen Ulm, Neu-Ulm, Dornstadt, Münsingen, Großengstingen, Sigmaringen und Stetten am Kalten Markt. 1.  Auflage. Wiedemann Verlag, Münsingen 2015, ISBN 978-3-941453-19-7 (367 Seiten).
- Klein-Amerika links und rechts der Donau: US-Soldaten in Schwaben von 1950 bis heute. U.S. Garrison Ulm/Neu-Ulm / Air Base Leipheim / Army Airfield Schwaighofen - "Bombenwald" Merklingen / U.S. Army Training Area A-T-19 Dornstadt. 1.  Auflage. Wiedemann Verlag, Münsingen 2017, ISBN 978-3-941453-30-2 (255 Seiten).
- Baracken, Bataillone und Bâtiments: Militär von 1895 bis 2005 und das Leben danach. 1.  Auflage. Wiedemann Verlag, Münsingen 2020, ISBN 978-3-941453-37-1 (272 Seiten).
- Pferde, Panzer, Pulver und Piloten: Militär am Rande des Münsinger Schießplatzes von 1898 bis 2009. 1.  Auflage. Wiedemann Verlag, Münsingen 2023, ISBN 978-3-941453-40-1 (288 Seiten).
- Ehemaliger Truppenübungsplatz Münsingen. Freizeit- und Wanderkarte. 2.  Auflage. Wiedemann Verlag, Münsingen 2020, ISBN 978-3-9810687-6-4 (1 Karte, mehrfarbig, 74 × 50 cm, gefaltet).
- Altes Lager – albgut Münsingen. Gebäude- und Straßenkarte. 1.  Auflage. Wiedemann Verlag, Münsingen 2020, ISBN 978-3-941453-36-4 (1 Karte, mehrfarbig, 64 × 51 cm, gefaltet).